# Yūki Kuwahara
Yūki Kuwahara (桑原 由気 Kuwahara Yūki?,  Prefectura de Nagasaki, Japón, 24 de junio de 1991) es una actriz de voz japonesa, afiliada a Mausu Promotion.

## Filmografía
En negrita los roles principales:

### Anime
2012
- Haitai Nanafa – Eleking

2013
- Aikatsu!
- Freezing Vibration – Rattle

2014
- Himegoto – Hime Arikawa
- The Last: Naruto the Movie – Himawari Uzumaki

2015
- Shomin Sample – Hakua Shiotome
- JoJo's Bizarre Adventure – voces adicionales
- Onsen Yōsei Hakone-chan – Miya
- YuruYuri – voces adicionales

2016
- Aikatsu Stars! – voces adicionales
- Divine Gate – Gawain
- Re:Zero – Meina
- High School Fleet – Kishima
- Naria Girls – Idaho
- Scorching Ping Pong Girls – Hokuto Itsumo
- Mobile Suit Gundam: Iron-Blooded Orphans – Cookie Griffon

2017
- Kobayashi-san Chi no Maid Dragon – Tōru
- Sentōru no Nayami - Nozomi Gokuraku
- Isekai wa Smartphone to Tomo ni – Charlotte
- Teekyuu 9 – Airu Tennouzu
- Gamers! - Konoha Hoshinomori (eps 8-11)

2018
- Lost Song – Rin (young)
- Captain Tsubasa – Yayoi Aoba
- Aikatsu Friends! - Kaguya Shirayuri
- Ulysses: Jeanne d'Arc to Renkin no Kishi - Batard
- Merc Storia: Mukiryoku Shounen to Bin no Naka no Shoujo - Titi
- Beelzebub-jō no Okinimesu Mama - Astaroth (young)

2019
- Uchi no Ko no tame naraba, ore wa moshikashitara Maō mo Taoseru kamoshirenai – Chloe
- Boku-tachi wa Benkyō ga Dekinai – Himura
- Arifureta Shokugyō de Sekai Saikyō - Yue[2]
- Boruto: Naruto Next Generations – Isago
- Kimetsu no Yaiba – Naho Takada
- Chōjin-Kōkōseitachi wa Isekai demo Yoyu de Ikinuku Yōdesu! – Lyrule
- Azur Lane – Shigure
- Tenka Hyakken: Meiji-kan e Youkoso! – kashuu Koyimitsu
- Boku-tachi wa Benkyō ga Dekinai Seanson 2 – Himura
- Aikatsu on Parade! - Kaguya Shirayuri

2020
- Ishuzoku Reviewers – Lumen
- Infinite Dendrogram – Juliet[3]
- Dokyū Hentai HxEros – Sora Tenkūji
- Kami-tachi ni Hirowareta Otoko  – Eliaria Jamil[4]
- Kami-sama ni Natta Hi  — Sora Narukami[5]
- Gochūmon wa Usagi Desu ka? BLOOM  – Anzu
- Love Live! Nijigasaki Gakuen School Idol Dōkōkai – Kyouko

2021
- Kobayashi-san Chi no Maid DragonS – Tohru
- Seirei Gensōki – Aishia[6]

2022
- Arifureta Shokugyō de Sekai Saikyō 2nd Season – Yue

### OVA
2016
- Shokugeki no Sōma – Fumiko

### Videojuegos
2015
- Fire Emblem Fates - Ophelia

2017
- Kirara Fantasia - Cork

2018
- King's Raid - Artemia
- Onsen Musume - Fūka Arima
- Azur Lane - Shigure y Nelson
- Girls' Frontline - Thunder

2019
- Fire Emblem: Three Houses - Hilda Valentine Goneril
- Fate/Grand Order - Gareth
- Magia Record - Seira Mihono